# Salamanca
Salamanca (in latino Salmantica) è una città spagnola, capoluogo della provincia omonima. Si trova nella comunità autonoma di Castiglia e León nella meseta settentrionale. È stata dichiarata Patrimonio dell'umanità dall'UNESCO nel 1988. Il settore dei servizi (turismo culturale e Università) è la principale fonte dei redditi della città. Rilevante l'attività educativa soprattutto durante l'estate, che conta una grande affluenza di studenti stranieri, che in maggioranza arrivano per apprendere lo spagnolo e ad assistere a diversi corsi estivi di lingua e cultura spagnola di livello universitario.
Famosa per la sua Università, che è la più antica di Spagna, fu fondata nel XIII secolo durante il regno di Alfonso IX di León, e ha raggiunto il punto di massimo splendore nel XVI secolo. La scuola filosofica di Salamanca, all'epoca, si è distinta soprattutto per la riflessione sul diritto naturale, a partire dall'incontro-scontro tra Spagnoli e Indios, nel Nuovo Mondo. Francisco de Vitoria, domenicano come Bartolomé de Las Casas, si è distinto per le sue lezioni sugli Indios, in cui, basandosi sull'idea di diritto naturale come presentata da Tommaso d'Aquino, critica le presunte motivazioni degli spagnoli per la guerra di conquista. È pertanto considerato uno dei fondatori del diritto internazionale moderno.

## Storia

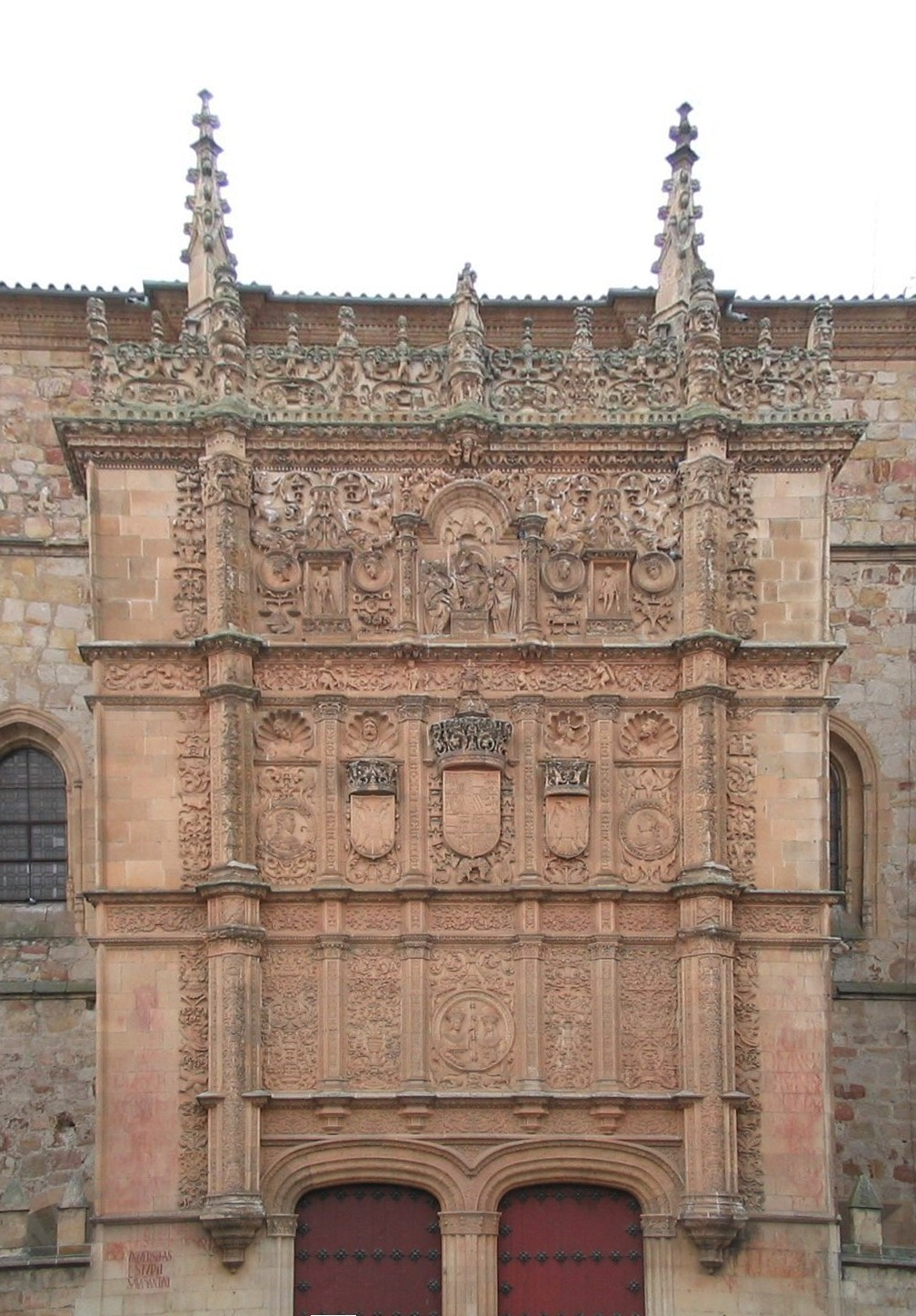
Facciata dell'Università di Salamanca.

I primi insediamenti nella zona risalgono a una fortezza (Helmantica) creata da popolazioni iberiche attorno alla quale si sviluppa gradatamente un insediamento abitato. La città fu prima conquistata da Annibale nel III secolo a.C. e successivamente passò sotto il controllo dei Romani. All'epoca romana risale il ponte sul fiume Tormes tuttora esistente.
Con la fine dell'Impero Romano la città passa prima sotto il controllo degli Alani, poi dei Goti e infine dei Visigoti.
Nel 712, nel periodo dell'invasione musulmana, Musa ibn Nusayr conquista la città e, per tutto il periodo moresco, la valle del Duero è una zona di confine, il che causa spopolamento, scorrerie degli eserciti di entrambe le parti e un generale sfacelo.
Dopo la Reconquista vi furono due insediamenti per la ripopolazione. Il primo nel 1102, guidato da Raimondo di Borgogna; il secondo nel XIII secolo in base agli ordini del monarca Alfonso IX di León.
Durante il suo regno fu fondato nel 1218 lo Studio Generale che divenne poi l'Università di Salamanca, confermata dal re Ferdinando II d'Aragona nel 1243 e ratificata dal papa Alessandro IV (1255).
Il periodo di massimo splendore della città fu il XVI secolo, la città raggiunse i 24.000 abitanti, soprattutto per il prestigio dei professori della sua Università, nella quale fino al 1580 si iscrivevano 6.500 studenti l'anno.
Successivamente si unì alla decadenza generalizzata delle città della corona di Castiglia (12.000 abitanti nel 1651).
Durante la guerra d'indipendenza spagnola Salamanca fu occupata dalle truppe del maresciallo Soult nel 1809 e rimase in mano francese fino al 1812.
Durante la guerra civile spagnola (1936-1939) fu sede del comando delle truppe nazionaliste del generale Francisco Franco e del suo governo provvisorio. Le truppe, che lì si erano sollevate contro la Repubblica, vi partirono alla conquista dell'intera Spagna. Nel palazzo del comune, in Plaza Mayor, furono ricevuti i consoli della Germania nazista e dell'Italia fascista, principali alleati dei ribelli franchisti.
Nel 1940 Papa Pio XII fonda l'Università Pontificia di Salamanca, per gli studi di teologia. Dopo essere stata riconosciuta dall'UNESCO come città Patrimonio dell'umanità nel 1988, nel 2002 Salamanca è stata nominata, insieme con Bruges, Capitale europea della cultura per l'anno 2002.

## Etimologia
L'origine del nome Salamanca è incerta. Alcune teorie sostengono che Salamanca si chiamasse in passato Helmantica, parola esistente in latino ed in lingua celtiberica, con significato di ‘luce divina benedetta’. Tuttavia, quando i romani arrivarono in Spagna, si stabilirono a Salmantica.
Il nome Salamanca risale alle ondate migratorie preromane in Spagna, e fa riferimento alla divinità del fiume Tormes.
In realtà, il significato di entrambi i nomi – Helmantica e Salmantica – fa riferimento al divino.

## Monumenti e luoghi d'interesse

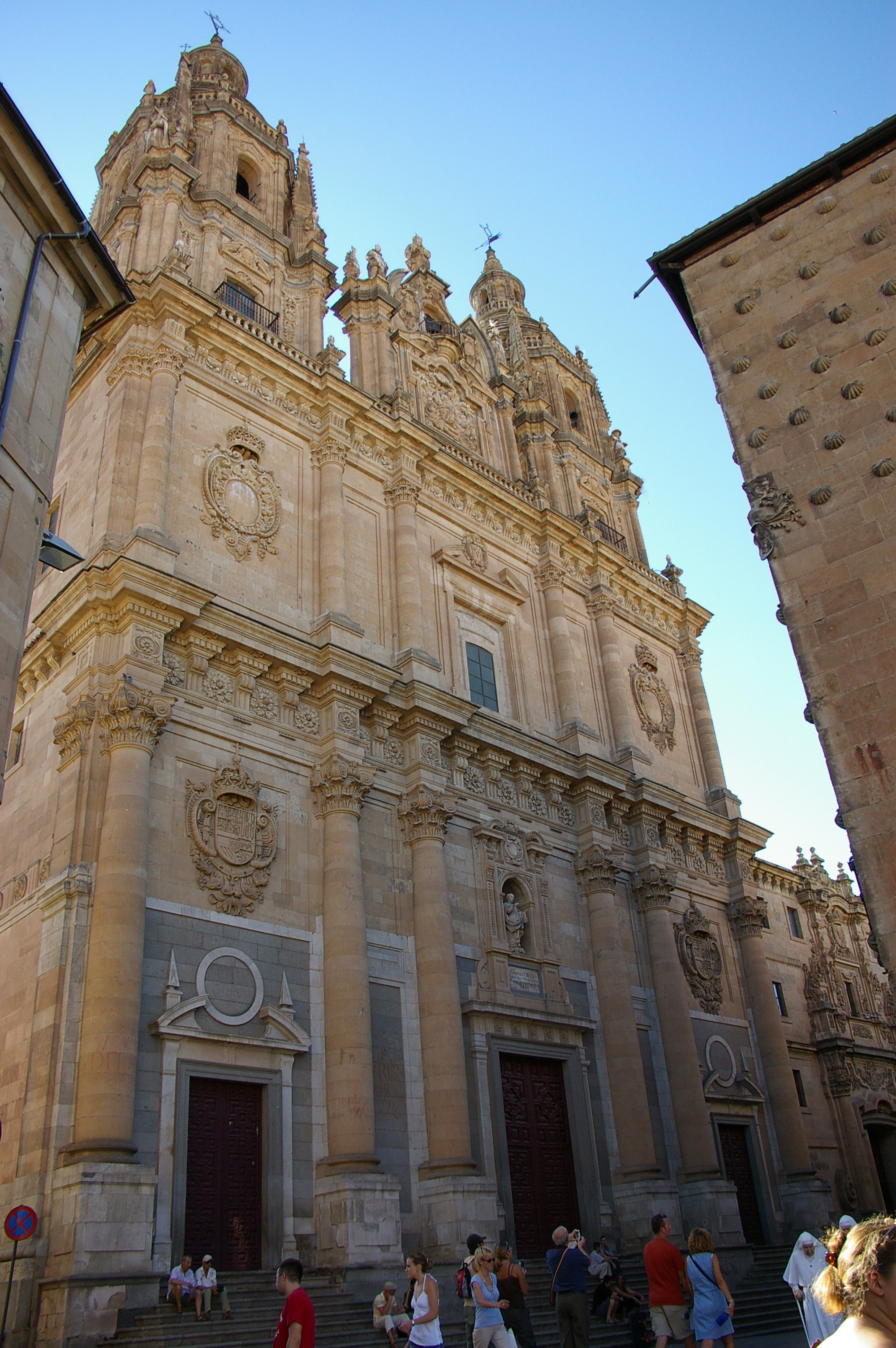
La Clerecía

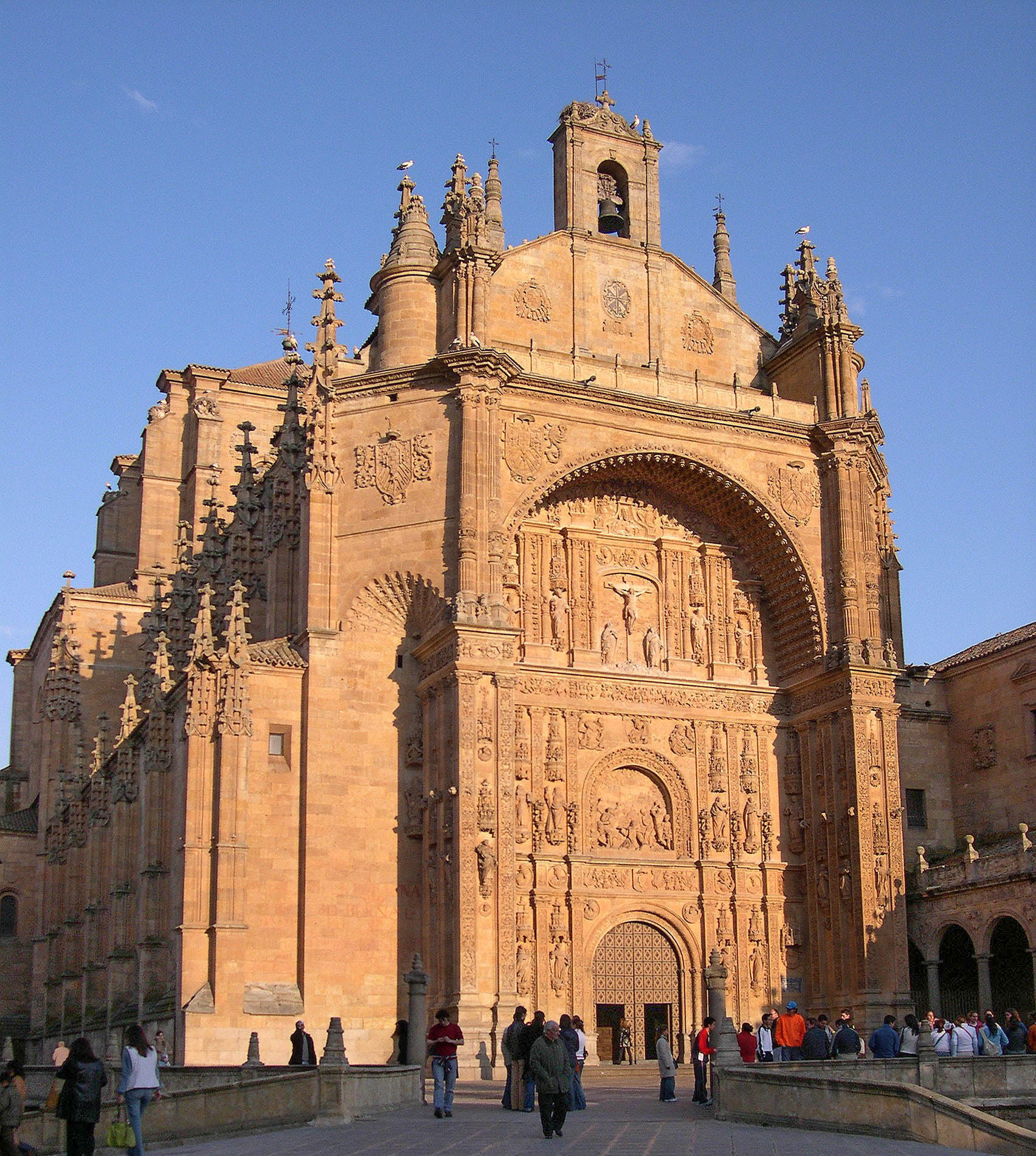
Convento di Santo Stefano

### Architetture religiose
- Cattedrale nuova e Cattedrale vecchia. Le due cattedrali sono all'interno dello stesso edificio e  l'accesso alla vecchia avviene dall'interno della nuova.[5] Incominciata nel 1513 in stile gotico, su progetto di Juan Gil de Hontañón, Antón de Egas e Alonso Rodrigues, e terminata nel 1733, la cattedrale nuova fu costruita accanto alla navata sinistra della cattedrale vecchia, e ha un campanile alto 110 metri. La costruzione della cattedrale vecchia incominciò nel XII secolo in stile romanico e terminò nel XIV secolo.

- Convento di Santo Stefano
- Convento de las Dueñas
- Chiesa della Purissima
- La Clerecía
- San Marco

### Architetture civili
- Plaza Mayor, una delle piazze più famose di Spagna, che costituisce un luogo di ritrovo per diverse occasioni e/o eventi.[5]

- Università di Salamanca, nata nel 1218 ed è la più antica di Spagna. Il patio dell'università è chiamato Patio de Escuelas e accoglie: la facciata dell'Università, la Scuola Maggiore (Escuelas Mayores), la cui facciata principale è uno dei più importanti esempi di stile plateresco, la Scuola Minore, il cui patio conduce al Cielo di Salamanca, l'attuale rettorato (ex Hospital de Estudiantes).[6] Nel 2018 si sono celebrati gli 800 anni dalla nascita.
- Università Pontificia ha sede presso La Clerecía, che ospitava in passato una scuola dell'ordine dei Gesuiti. Dalle torri de La Clerecía, conosciute anche come Scala Coeli, si può ammirare una vista panoramica della città[6]

- Palazzo Anaya, attuale sede della facoltà di filologia dell'Università di Salamanca[6]
- Collegio di Fonseca.
- Palazzo Monterrey, progettato da Rodrigo Gil de Hontañón e Fra Martín de Santiago

- Casa de las Conchas (Casa delle Conchiglie), un palazzo gotico così chiamato perché la facciata è ornata da conchiglie simbolo dell'Ordine di San Giacomo

- Palazzo di Orellana
- Palazzo delle Salina
- Casa di Álvarez Abarca

#### Torri
- Torre del Clavero
- Torre dei Anaya
- Torre del Aria

#### Ponti
- Ponte romano

### Musei
- Museo Art Nouveau Art Déco Casa Lis, con sede a Casa Lis[7]
- Museo de Historia de la Automoción, con un'esposizione di macchine e motori d'epoca[8]
- Casa Museo Unamuno, edificio che era la casa di Miguel de Unamuno.[8]

## Sport

### Calcio
Nella città ha sede il Salamanca Club de Fútbol UDS, fondato nel 1923. Attualmente milita in Segunda Federación, quarto livello del campionato spagnolo.

## Clima
| Salamanca           | Mesi | Mesi | Mesi | Mesi | Mesi | Mesi | Mesi | Mesi | Mesi | Mesi | Mesi | Mesi | Stagioni | Stagioni | Stagioni | Stagioni | Anno |
| Salamanca           | Gen  | Feb  | Mar  | Apr  | Mag  | Giu  | Lug  | Ago  | Set  | Ott  | Nov  | Dic  | Inv      | Pri      | Est      | Aut      | Anno |
| ------------------- | ---- | ---- | ---- | ---- | ---- | ---- | ---- | ---- | ---- | ---- | ---- | ---- | -------- | -------- | -------- | -------- | ---- |
| T. max. media (°C)  | 7,8  | 10,4 | 13,7 | 16,6 | 20,1 | 25,6 | 29,6 | 29,3 | 25,0 | 18,4 | 12,2 | 8,2  | 8,8      | 16,8     | 28,2     | 18,5     | 18,1 |
| T. min. media (°C)  | 0    | 0,4  | 2,8  | 4,4  | 7,7  | 11,3 | 13,6 | 13,5 | 10,9 | 6,7  | 2,6  | 0,5  | 0,3      | 5,0      | 12,8     | 6,7      | 6,2  |
| Precipitazioni (mm) | 35   | 31   | 33   | 35   | 49   | 30   | 12   | 11   | 31   | 41   | 49   | 51   | 117      | 117      | 53       | 121      | 408  |

## Amministrazione

### Gemellaggi
- Coimbra[10]
- Nîmes
- Würzburg
- Bruges
- Buenos Aires
- Las Palmas de Gran Canaria
- Cambridge

## Curiosità

### Tradizioni ed eventi
- Ogni anno, a inizio settembre, in occasione della Virgen de la Vega, si svolge la Semana de Ferias y Fiestas, una settimana di festeggiamenti per celebrare la patrona della città.[11]
- Ogni anno, verso la metà di dicembre, a Salamanca si festeggia un Capodanno anticipato, conosciuto come Nochevieja universitaria, durante il quale migliaia di studenti si riuniscono nella Plaza Mayor. A mezzanotte, in sostituzione ai tradizionali 12 chicchi di uva, si mangiano 12 caramelline gommose.[12]
- Il Lunes de agua è una tradizione tipica salmantina: il lunedì successivo a Pasqua, dopo l'importantissima settimana santa (Semana Santa), tutti si riuniscono con amici e parenti, spesso in campagna o vicino al fiume Tormes e mangiano il tipico hornazo di Salamanca.[13]
- Una delle tradizioni più conosciute tra gli studenti è quella dell'aquila. Coloro che superavano l'esame di dottorato avevano diritto a dipingere un victor rosso (simbolo di vittoria) su un muro dell'università. Dopo la prova d'esame (se superata con successo) si avevano grandi festeggiamenti e, con il sangue di un toro ucciso per l'occasione, il neodottore imprimeva la propria aquila da compagnia.

### Da cercare nella città
- Tra i simboli più conosciuti della città vi è una rana raffigurata sopra un teschio: si trova sulla facciata della storica università; date le sue piccole dimensioni, non è di facile individuazione. La leggenda popolare (dettata soprattutto da finalità turistiche) narra che porti fortuna alla persona che la trovi senza aiuti esterni: o potrà sposarsi entro un anno o ritornerà a Salamanca; oppure supererà tutti gli esami. In passato era simbolo negativo, in quanto la rana impersonava la lussuria, ricorrente pericolo per i giovani studenti, associato alla morte.
- Due curiose stranezze si incontrano sulla facciata della cattedrale nuova: in un bassorilievo, infatti, sono raffigurati un astronauta e un dragone che regge un cono gelato. I particolari non risalgono alla costruzione originale, ma sono stati aggiunti durante i lavori di restauro nel 1992. La scultura dell'astronauta, così come il gelato, sono semplicemente un gioco degli odierni restauratori e non hanno niente a vedere con l'ufologia.

### Barrio del Oeste
- Salamanca ha anche una parte più moderna: il Barrio del Oeste, un quartiere in cui è possibile ammirare opere di arte urbana dipinte su quasi tutti gli edifici.[14]